# Jestřábník Englerův

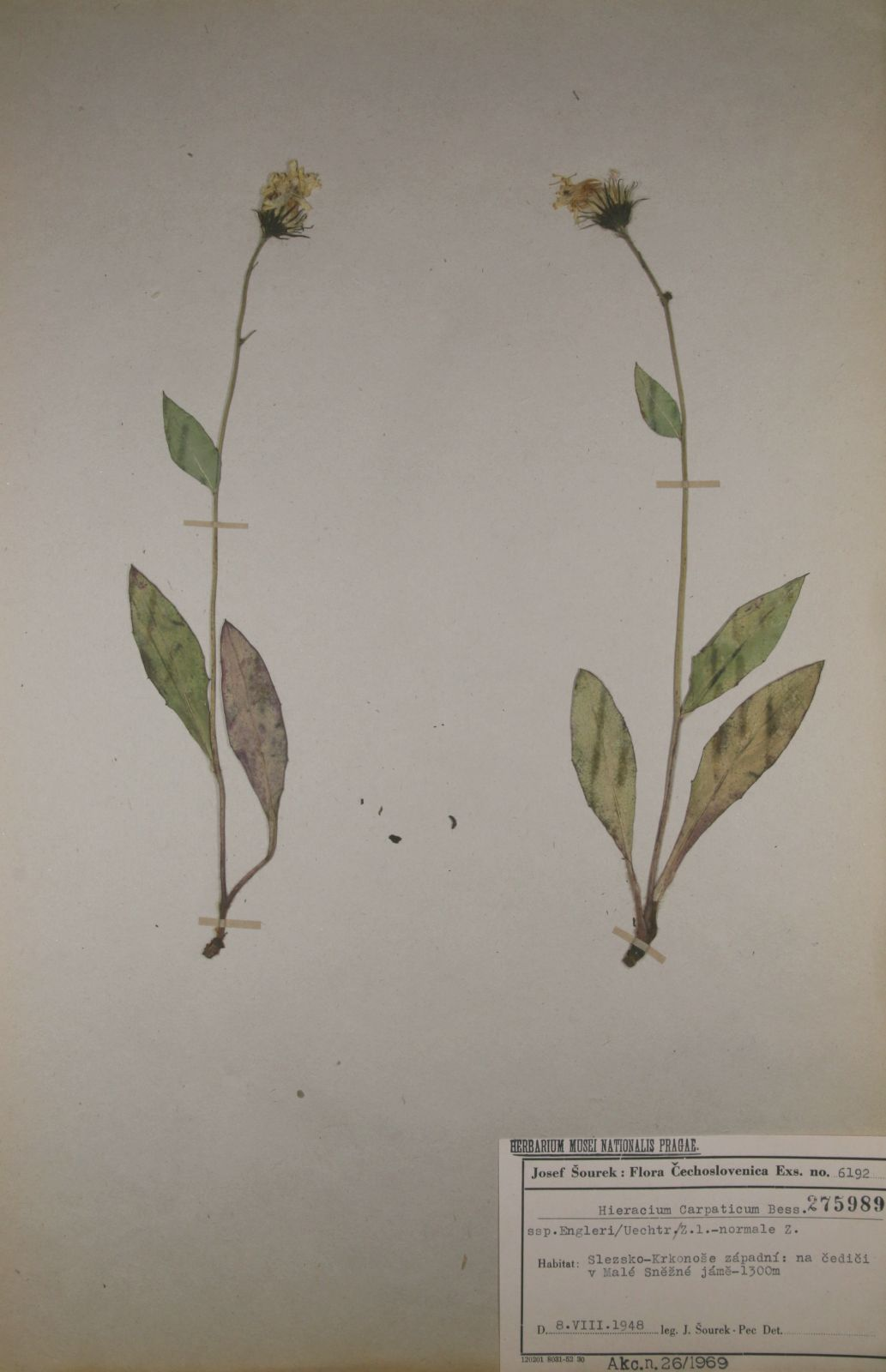
Herbářová položka jestřábníku Englerova

Jestřábník Englerův (Hieracium engleri) je druh rostliny z čeledi hvězdnicovité. Je to drobnější, žlutokvětá, vytrvalá bylina s přízemní růžicí listů a chudě olistěnou lodyhou. V taxonomii jestřábníků je řazen do okruhu Hieracium carpathicum agg. (H. caesium ≥ H. prenanthoides). Vyskytuje se pouze v Hrubém Jeseníku, na polské straně Krkonoš a v Tatrách.

## Popis
Jestřábník Englerův je vytrvalá bylina s přízemní růžicí listů a přímou, chudě olistěnou lodyhou, dorůstající výšky 12 až 35 cm. Listy jsou na líci trávově zelené, na rubu nasivělé, často nachově skvrnité nebo nachově naběhlé. Přízemní růžice bývá v době květu složena ze 2 až 3 řapíkatých listů s eliptickou čepelí. Na vrcholu jsou zaokrouhlené až špičaté, v dolní části čepele drobně zubaté, na bázi klínovité. Na lodyze jsou obvykle 3 lupenité listy, z nichž dolní je řapíkatý, tvarem i velikostí podobný vnitřnímu listu přízemní růžice. Střední list je kopinatý, širokou bází přisedlý až více či méně objímavý, v dolní části většinou drobně zubatý. Horní list bývá kopinatý a celokrajný. V horní části lodyhy jsou často ještě 1 až 2 drobné listy podobné zákrovním listenům. Květenstvím je volný vrcholík nesoucí 2 až 7 úborů. Na stopkách úborů jsou četné hvězdovité chlupy, roztroušené světlé jednoduché chlupy s černou bází sahající asi do 1/4 délky chlupu a s ojedinělými až roztroušenými stopkatými žlázkami. Zákrov je vejcovitý, 10 až 14,5 mm dlouhý, složený z četných, střechovitě se kryjících čárkovitě kopinatých listenů. Zákrovní listeny jsou pokryté roztroušenými až četnými jednoduchými chlupy, roztroušenými hvězdovitými chlupy soustředěnými zejména při okrajích a při bázi listenů a pouze ojedinělými stopkatými žlázkami nebo i bez nich. Ligula jazykovitých květů je žlutá, až 16 mm dlouhá, na zoubcích na vrcholu s nečetnými krátkými chloupky. Nažky jsou načervenale hnědé, 3,2 až 3,8 mm dlouhé.

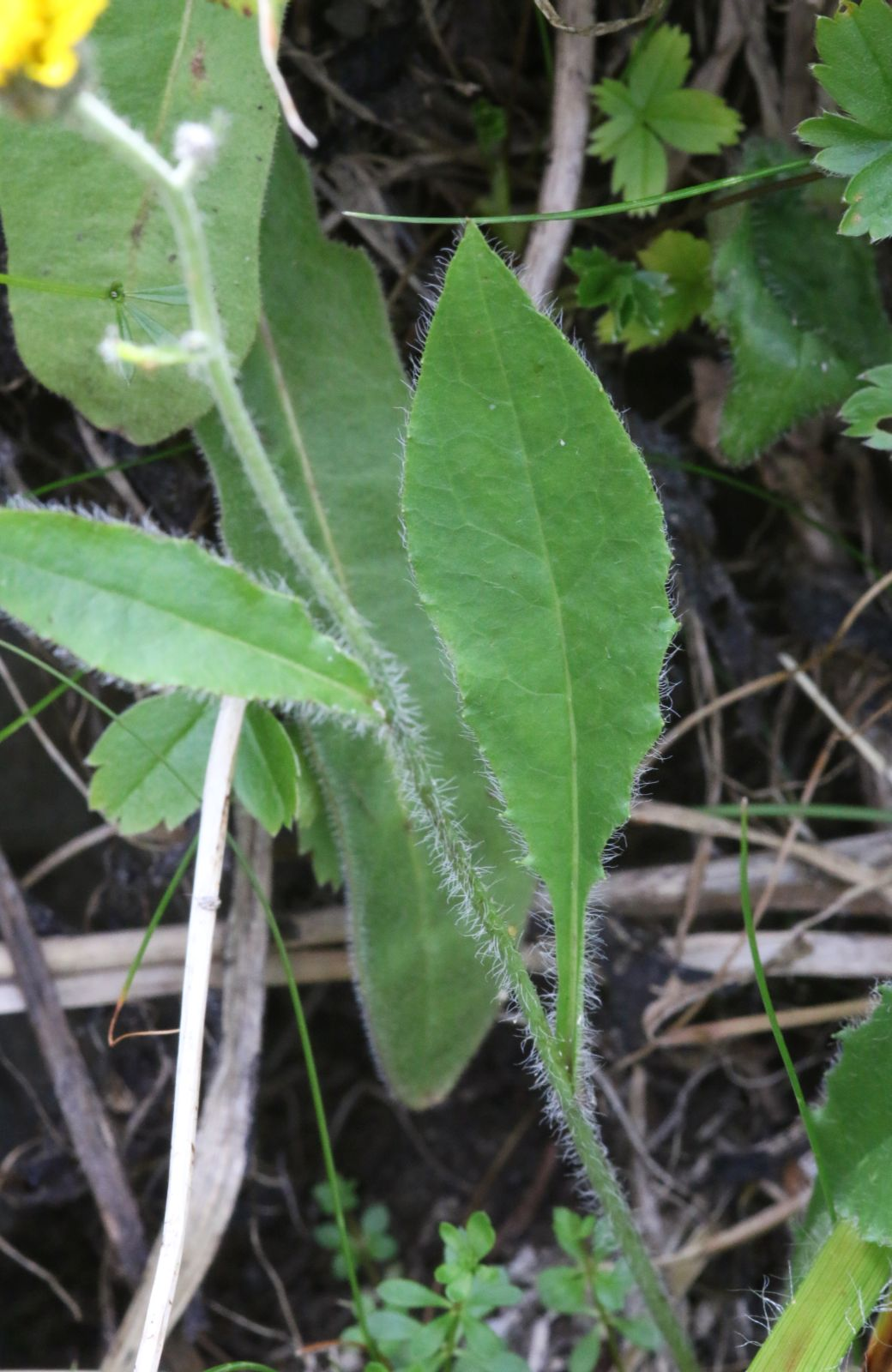
Lodyžní listy jestřábníku Englerova
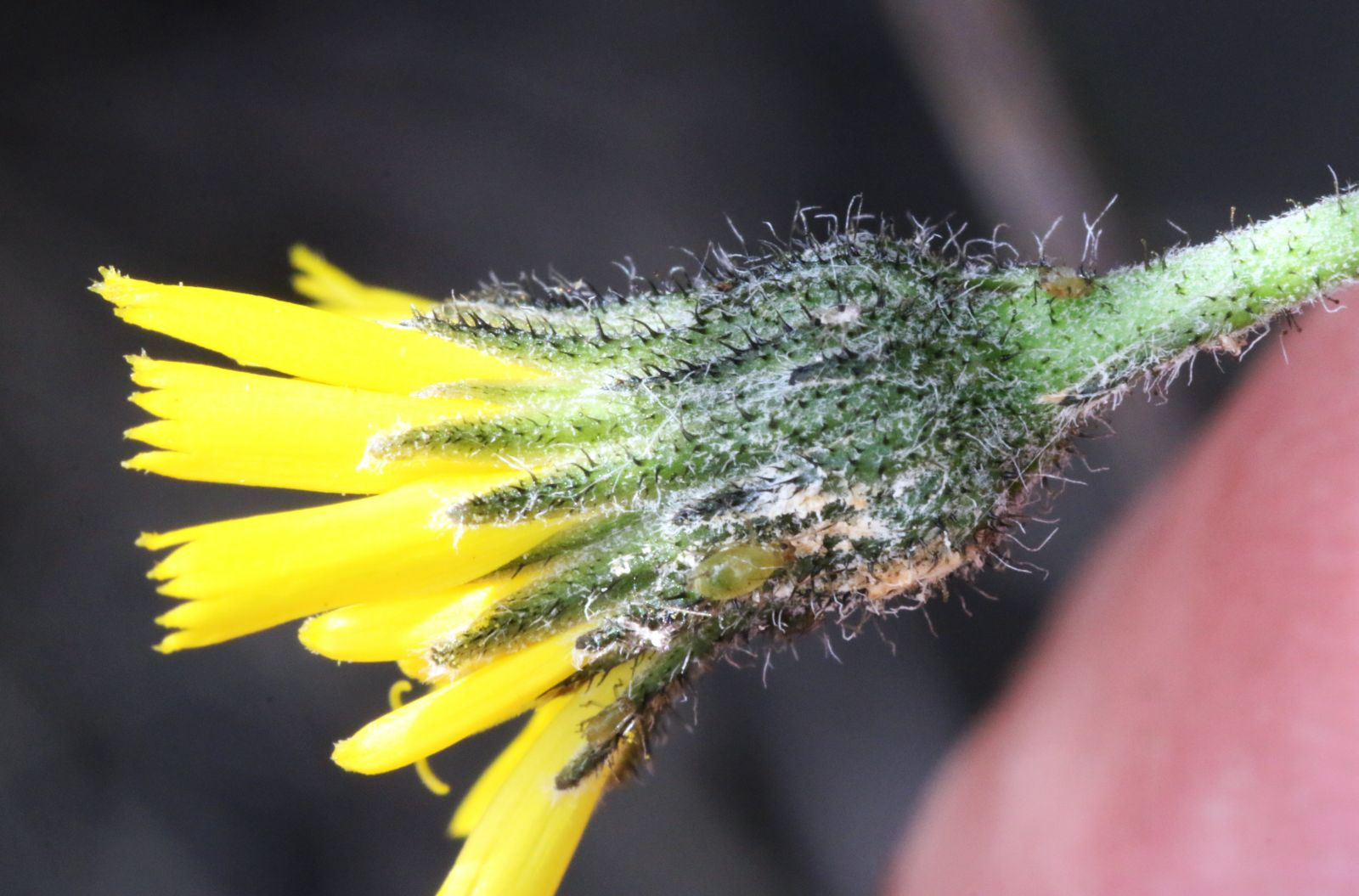
Detail úboru jestřábníku Englerova

## Rozšíření
V rámci České republiky je tento druh udáván pouze z Velké kotliny v Hrubém Jeseníku. Dále roste na výchozu čediče v Malé Sněžné jámě na polské straně Krkonoš a v Tatrách. Roste na travnatých a skalnatých svazích na hlubších a úživnějších, slabě kyselých půdách.

## Taxonomie
Druh Hieracium engleri je řazen do skupiny Hieracium carpathicum agg., shrnující taxony odpovídající morfologicky formuli H. caesium ≥ H. prenanthoides. Skupina je známa ze Skandinávie, Islandu, Skotska, Sudetských pohoří a západních Karpat.